# 진 헤일
진 헤일(Jean Hale, 1938년 12월 27일 ~ 2021년 8월 3일)은 미국의 배우이다.

## 출연 작품

### 영화
- 특전 네이비 2 - 공군 조인 (1965, McHale's Navy Joins the Air Force)
- 전격 후린트 특공작전 (1967, In Like Flint)
- 발렌타인 데이의 대학살 (1967)
- 부자 연습 (1987, Pals)
- 굿 훼밀리 (1990, Thanksgiving Day)
- 배반의 키스 (1991, Lies Before Kisses)

### 텔레비전
- 페리 메이슨 (1965)
- 배트맨 (1967)